# Noia Fútbol Sala
El Noia Fútbol Sala, conocido por razones de patrocinio como Noia Portus Apostoli, es un equipo de fútbol sala español de la localidad gallega de Noya, en la provincia de La Coruña. Actualmente participa en la Primera División de fútbol sala y posee un equipo filial en Tercera División.

## Historia
El club comenzó compitiendo a nivel regional, en la por entonces denominada Liga Autonómica Norte (actualmente Preferente Norte). En ese entonces por motivos de patrocinio con la denominación comercial de Pub Cotton/Aluminios Severo. Para la temporada 2005-06 obtiene una plaza en 1ª Nacional "B", en esa categoría participó 3 temporadas. Consagrándose campeón en la 2007-08. El club compitió 9 temporadas seguidas en Segunda División B, siendo campeón en 3 temporadas.
En la temporada 2016-17, el equipo se proclamó campeón del grupo 1 de la Segunda División B. Cayó eliminado en la promoción de ascenso contra el Cerro Reyes. No obstante, dos equipos perdieron su plaza en la Segunda División por no cumplir los requisitos de la categoría: el CFS Jumilla y el propio Cerro Reyes. Finalmente, el Noia ocupó una de esas plazas.
En su primera temporada en la segunda categoría del fútbol sala español, la 2017-18, no pudo pasar del 14º puesto, viéndose relegado de nuevo a la Segunda División B. Sin embargo, los problemas económicos del Puertollano les obligaron a abandonar la categoría, y fue el club noiés el que ocupó la plaza vacante en la categoría.
En la 2018-19, el Noia Portus Apostoli salvó la categoría con un espectacular final de campaña, obteniendo 16 de los últimos 18 puntos posibles, alcanzando la 10.ª posición con 35 puntos, 6 por encima del descenso.
En la 2019-2020 el Noia ocupó puestos de acceso al Play-Off de ascenso durante gran parte de la primera vuelta, pero una mala racha a comienzos de la segunda le hizo bajar hasta el puesto octavo en la jornada 23, que inesperadamente sería la última debido a la suspensión de la liga, causada por la pandemia de coronavirus. La liga no llegó a reanudarse y el Noia acabó finalmente 8º con 31 puntos y sin perder ningún partido en casa.
Para la temporada 2020-21, la categoría se dividió en dos grupos. El Noia lideró el Grupo B de principio a fin y con una gran ventaja, lo que le dio acceso al grupo C, donde también fue líder durante todas las jornadas, consiguiendo así el pase a su primer Play-Off de ascenso a Primera División. Pese a su gran temporada, en semifinales de la eliminatoria caía por 8-1 y 1-2 frente a El Ejido, despidiéndose así de sus opciones de ascenso. En esa misma temporada alcanzó también su primera final de Copa Galicia, cayendo derrotado ante el Pescados Rubén Burela por 5-2.
En la temporada 2021-22 jugó por quinta temporada consecutiva en la Segunda División, consiguiendo el título de liga y el consiguiente ascenso el 26 de marzo de 2022, con 5 jornadas de antelación, venciendo por 3-1 al CD Leganés FS en el Pabellón Agustín Mourís. Finalizó la liga con 82 puntos, 18 más que el segundo clasificado, Servigroup Peñíscola Globeenergy. Además, se alzó con su primer título de Copa Galicia tras ganar la final en Marín a O Parrulo Ferrol en la tanda de penaltis.
En la temporada 2022-23, que suponía el debut del club en la Primera División, rozaron la clasificación a la Copa de España, consiguiendo más tarde alcanzar por primera vez los cuartos de final de la Copa del Rey, mantener la categoría holgadamente e incluso clasificarse para el play-off por el título de liga, donde cayeron derrotados en cuartos de final ante el campeón de Europa, Palma Futsal, mismo verdugo que en la Copa del Rey. En el apartado autonómico, la defensa del primer título de Copa Galicia no pudo ser mejor, revalidando el título en una final muy especial ya que se disputó en el Agustín Mourís, donde doblegaron al CD Lugo Sala por 5-1.
Para la temporada 2023-24, se contrató a Tomás de Dios como entrenador para sustituir a Marlon Velasco, pero fue destituido a mitad de temporada debido a la mala situación clasificatoria y a la temprana eliminación de Copa del Rey. Con Manu Cossío y David Palmas al frente, el equipo logra la permanencia con un gran tramo final de liga y se adjudica su tercera Copa Galicia tras derrotar a O Parrulo Ferrol en la final. Además, el filial consigue ascender por primera vez a Segunda División B y el Juvenil regresa a División de Honor.

## Pabellón
El Noia Portus Apostoli disputa sus partidos como local en el Pabellón Municipal Agustín Mourís, que se encuentra en una zona muy céntrica, situado cerca de la alameda de la villa. Tiene una capacidad para 810 espectadores, con una grada lateral y otra en cada fondo. Además de partidos de fútbol sala, también se pueden celebrar partidos de baloncesto y voleibol, competiciones de taekwondo, espectáculos de patinaje y en ocasiones veladas de boxeo.
El nombre del pabellón es en memoria de Agustín Mourís Hermo, exconcejal de deportes de Noya. Fue renombrado por el ayuntamiento en diciembre de 2017, unos meses después de su fallecimiento a los 44 años.

## Plantilla 2024-2025[4]
|    | Nac.      | Nombre                          | Sobrenombre  | Puesto     |
| -- | --------- | ------------------------------- | ------------ | ---------- |
| 21 | España    | Evandro Rafagnin                | PEIXE        | Portero    |
| 13 | España    | Vinicius Henrique Schütt        | SCHÜTT       | Portero    |
| 3  | España    | Agustín Luciano Raggiati        | POWER        | Cierre     |
| 12 | España    | Attos Christian Mendes da Silva | ATTOS        | Cierre     |
| 5  | España    | David Montero Domínguez         | MONTERO      | Cierre     |
| 10 | España    | Diego Alexandre Fávero          | DIEGO FÁVERO | Ala-Cierre |
| 18 | España    | Douglas Santiago Da Silva       | DOUGLAS      | Ala        |
| 77 | España    | Rubén Lemos Mariño              | RUBI         | Ala        |
| 20 | España    | David Pazos Fuentes             | DAVID PAZOS  | Ala        |
| 7  | Argentina | Leandro Eduardo Altamirano      | ALTAMIRANO   | Ala        |
| 14 | España    | Alejandro García Muñoz          | ÁLEX GARCÍA  | Ala        |
| 17 | España    | Adrían Rodríguez Mosteirín      | PIRATA       | Ala-Pívot  |
| 11 | España    | Santiago Martín Rufino          | RUFINO       | Ala-Pívot  |
| 9  | España    | Weverton Nascimento Morais      | GARRINCHA    | Pívot      |
| 25 | España    | Matheus Caique De Alencar Souza | MATHEUS PRÉA | Pívot      |

Entrenador:  David Palmas Mato - DAVID PALMAS

## Trayectoria histórica
| Temporada | División           | Posición |
| --------- | ------------------ | -------- |
| 2005-06   | 1ª Nacional "B"    | 13º      |
| 2006-07   | 1ª Nacional "B"    | 4º       |
| 2007-08   | 1ª Nacional "B"    | Campeón  |
| 2008-09   | 1ª Nacional A      | 12º      |
| 2009-10   | 1ª Nacional A      | 5º       |
| 2010-11   | 1ª Nacional A      | 2º       |
| 2011-12   | Segunda División B | 5º       |
| 2012-13   | Segunda División B | 1º       |
| 2013-14   | Segunda División B | 3º       |
| 2014-15   | Segunda División B | 4º       |

| Temporada | División           | Posición |
| --------- | ------------------ | -------- |
| 2015-16   | Segunda División B | Campeón  |
| 2016-17   | Segunda División B | Campeón  |
| 2017-18   | Segunda División   | 14º      |
| 2018-19   | Segunda División   | 10º      |
| 2019-20   | Segunda División   | 8º       |
| 2020-21   | Segunda División   | 3º       |
| 2021-22   | Segunda División   | Campeón  |
| 2022-23   | Primera División   | 8º       |
| 2023-24   | Primera División   | 13º      |
| 2024-25   | Primera División   | -        |

- Temporadas en Primera División: 3
- Temporadas en Segunda División: 5
- Temporadas en Segunda División B: 9
- Temporadas en Tercera División: 3

## Palmarés
- Segunda División (1): 2021-22.
- Segunda División B (3): 2012-13, 2015-16, 2016-17.
- Tercera División (1): 2007-08.
- Copa Galicia (3): 2021-22, 2022-23,2023-24.
- Copa Diputación (1): 2015-2016.